# Sima (arkitektur)

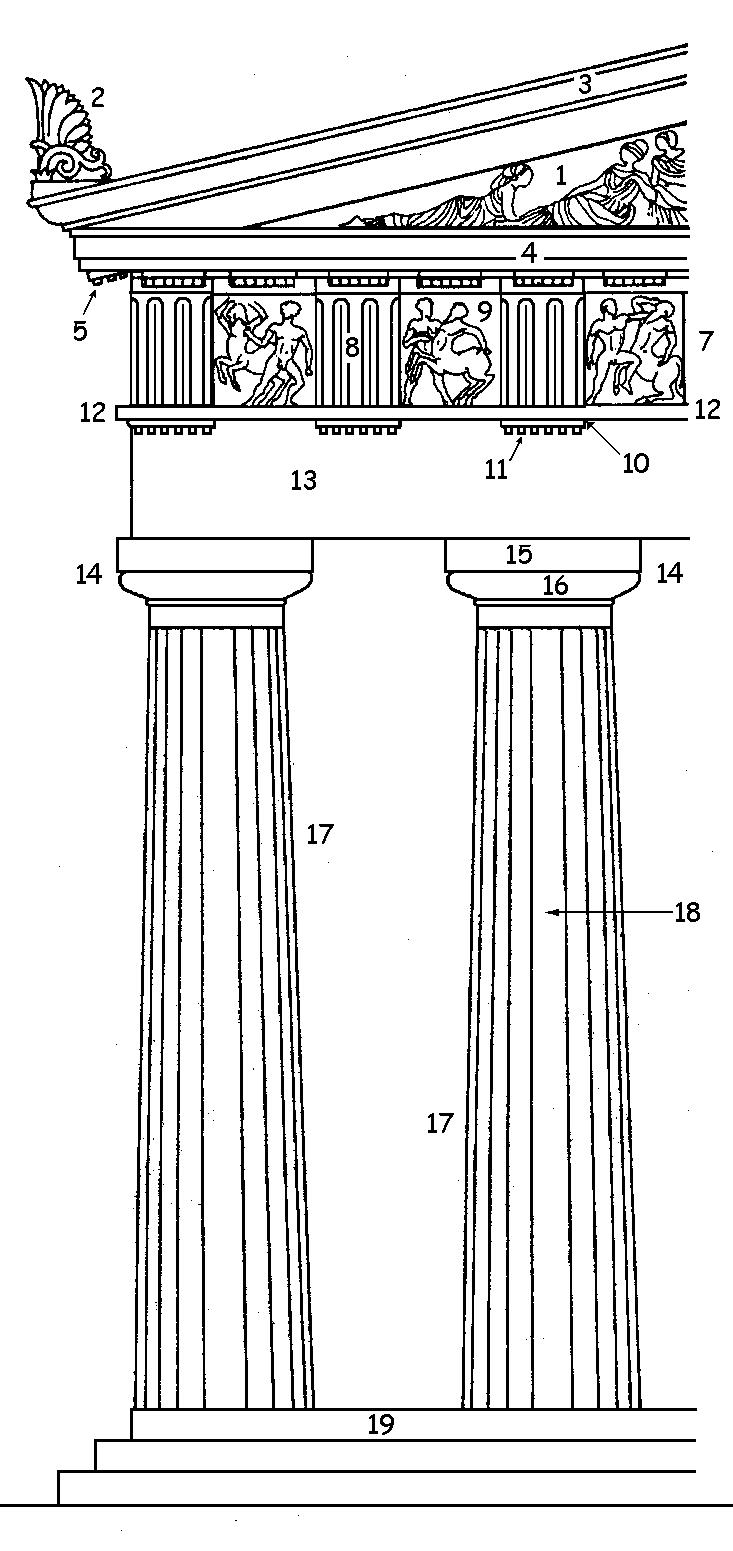
Exempel på dorisk ordning:
1. Tympanon, 2. Akroterion, 3. Sima, 4. Geison, 5. Mutulus, 7. Fris, 8. Triglyf, 9. Metop, 10. Regula, 11. Gutta, 12. Taenia, 13. Arkitrav, 14. Kapitäl, 15. Abakus, 16. Ekinus, 17. Kolonn, 18. Kannelyr, 19. Stylobat

Sima, emellanåt benämnd cyma, kallas den taklist som kröner de sluttande sidorna på en fronton, till exempel på ett grekiskt tempel med dorisk ordning.